# 諏訪賴豐
諏訪賴豐（?—1582年），日本戰國時代至安土桃山時代的武將。父親是諏訪滿鄰。諏訪氏當主。

## 生平
生年不詳，家中嫡男。天文11年（1542年），從兄弟諏訪賴重被武田晴信（後來的信玄）擊敗，並在甲府自殺。在賴重死後，高遠賴繼、矢島滿清為了爭奪諏訪郡和諏訪大社上社的大祝，聯手反抗武田氏。父親滿鄰擁立賴重的遺兒千代宮丸（寅王丸），與其對抗。9月，滿鄰得到武田氏幫助，撃破賴繼等人。同年，滿鄰擔任進攻上伊那郡福與城城主藤澤賴親的嚮導。
擔任諏訪眾頭領，以「使番十二眾」的身份活動，在進攻今川氏時亦立下戰功。在信玄死後，與多數諏訪一族同樣，沒有得到信玄的繼承人勝賴優待。天正6年（1578年），與弟弟兼大祝賴忠為中心，重建諏訪大社。
天正10年（1582年）3月，在織田信長進攻武田領地（甲州征伐）時，雖然家臣團進言應背叛武田氏，以圖再興諏訪氏，不過對此拒絕並出陣迎擊。在鳥居峠戰敗，被織田軍捕獲並處刑。此後，弟弟賴忠被家臣擁立，以求再興諏訪氏。

## 外部連結
- 武家家伝＿諏訪氏 （页面存档备份，存于）